# Miflin
Miflin es un área no incorporada en el condado de Baldwin, Alabama, Estados Unidos. Miflin se encuentra a lo largo de la ruta 20 del condado (Miflin Road) a 5 millas (8 km) al este-sureste de Foley. La Iglesia Presbiteriana Swift, que figura en el Registro Nacional de Lugares Históricos, se encuentra en Miflin.

## Historia
Es probable que la comunidad lleve el nombre de la familia Miflin, que poseía tierras en el área.
Una oficina de correos operó bajo el nombre de Miflin desde 1907 hasta 1951.